# Szermierka na Letnich Igrzyskach Olimpijskich 1908 – szpada drużynowo (mężczyźni)
Szpada drużynowo mężczyzn była jedną z konkurencji szermierczych na Letnich Igrzyskach Olimpijskich 1908. Finał odbył się 24 lipca. W zawodach uczestniczyło czterdziestu pięciu zawodników z dziewięciu państw.

## Wyniki

### Eliminacje
Pierwszym pojedynkiem była walka eliminacyjna pomiędzy Wielką Brytanią a Holandią.
| Zwycięzcy       | Zwycięzcy                                                  | Zwycięzcy           | Przegrani           | Przegrani                                                          | Przegrani |
| Państwo         | Zawodnicy                                                  | Trafienia otrzymane | Trafienia otrzymane | Zawodnicy                                                          | Państwo   |
| --------------- | ---------------------------------------------------------- | ------------------- | ------------------- | ------------------------------------------------------------------ | --------- |
| Wielka Brytania | Leaf Daniell Martin Holt Robert Montgomerie Edgar Seligman | 7                   | 9                   | Jetze Doorman Adrianus de Jong Alfred Labouchere George van Rossem | Holandia  |

### Runda 1
Zwycięzcy awansowali do półfinału. Drużyna, która przegrała ze zdobywcą złotego medalu walczyła w repasażu.
| Zwycięzcy       | Zwycięzcy                                                                | Zwycięzcy           | Przegrani           | Przegrani                                                                    | Przegrani            |
| Państwo         | Zawodnicy                                                                | Trafienia otrzymane | Trafienia otrzymane | Zawodnicy                                                                    | Państwo              |
| --------------- | ------------------------------------------------------------------------ | ------------------- | ------------------- | ---------------------------------------------------------------------------- | -------------------- |
| Włochy          | Marcello Bertinetti Giuseppe Mangiarotti Riccardo Nowak Abelardo Olivier | 4                   | 9                   | Otakar Lada Vlastimil Lada-Sázavský Vilém Goppold von Lobsdorf Vilém Tvrzský | Bohemia              |
| Francja         | Gaston Alibert Bernard Gravier Alexandre Lippmann Jean Stern             | 6                   | 10                  | Ejnar Levison Ivan Osiier Lauritz Østrup Herbert Sander                      | Dania                |
| Belgia          | Paul Anspach Désiré Beaurain Fernand de Montigny Victor Willems          | 5                   | 10                  | Eric Carlberg Gustaf Lindblom Henry Peyron Pontus von Rosen                  | Szwecja              |
| Wielka Brytania | Leaf Daniell Cecil Haig Martin Holt Robert Montgomerie                   | 3                   | 11                  | Jakob Erckrath de Bary Julius Lichtenfels August Petri Georg Stöhr           | Cesarstwo Niemieckie |

#### Półfinały
Zwycięzcy awansowali do finału. Drużyna, która przegrała ze zdobywcą złotego medalu walczyła w repasażu.
| Zwycięzcy | Zwycięzcy                                                             | Zwycięzcy           | Przegrani           | Przegrani                                                                | Przegrani       |
| Państwo   | Zawodnicy                                                             | Trafienia otrzymane | Trafienia otrzymane | Zawodnicy                                                                | Państwo         |
| --------- | --------------------------------------------------------------------- | ------------------- | ------------------- | ------------------------------------------------------------------------ | --------------- |
| Francja   | Gaston Alibert Herman Georges Berger Charles Collignon Eugène Olivier | 4                   | 11                  | Leaf Daniell Cecil Haig Martin Holt Robert Montgomerie                   | Wielka Brytania |
| Belgia    | Paul Anspach Désiré Beaurain Ferdinand Feyerick François Rom          | 7                   | 8                   | Marcello Bertinetti Giuseppe Mangiarotti Riccardo Nowak Abelardo Olivier | Włochy          |

##### Finał
Zwycięzca otrzymał złoty medal, a przegrany walczył o drugie miejsce ze zwycięzcą repasażu.
| Zwycięzcy | Zwycięzcy                                                        | Zwycięzcy           | Przegrani           | Przegrani                                                    | Przegrani |
| Państwo   | Zawodnicy                                                        | Trafienia otrzymane | Trafienia otrzymane | Zawodnicy                                                    | Państwo   |
| --------- | ---------------------------------------------------------------- | ------------------- | ------------------- | ------------------------------------------------------------ | --------- |
| Francja   | Gaston Alibert Bernard Gravier Alexandre Lippmann Eugène Olivier | 7                   | 9                   | Paul Anspach Désiré Beaurain Ferdinand Feyerick François Rom | Belgia    |

#### Repasaż
W repasażu wzięły udział drużyny z Danii i Wielkiej Brytanii. Zwycięzca walczył o srebrny medal z przegraną drużyną z finału.
| Zwycięzcy       | Zwycięzcy                                              | Zwycięzcy           | Przegrani           | Przegrani                                            | Przegrani |
| Państwo         | Zawodnicy                                              | Trafienia otrzymane | Trafienia otrzymane | Zawodnicy                                            | Państwo   |
| --------------- | ------------------------------------------------------ | ------------------- | ------------------- | ---------------------------------------------------- | --------- |
| Wielka Brytania | Leaf Daniell Cecil Haig Martin Holt Robert Montgomerie | 7                   | 8                   | Otto Becker Ejnar Levison Ivan Osiier Herbert Sander | Dania     |

##### Walka o srebrny medal
Zwycięzca otrzymał srebrny medal, a przegrany brązowy.
| Zwycięzcy       | Zwycięzcy                                                 | Zwycięzcy           | Przegrani           | Przegrani                                                     | Przegrani |
| Państwo         | Zawodnicy                                                 | Trafienia otrzymane | Trafienia otrzymane | Zawodnicy                                                     | Państwo   |
| --------------- | --------------------------------------------------------- | ------------------- | ------------------- | ------------------------------------------------------------- | --------- |
| Wielka Brytania | Edgar Amphlett Leaf Daniell Cecil Haig Robert Montgomerie | 4                   | 8                   | Paul Anspach Fernand Bosmans Fernand de Montigny François Rom | Belgia    |